# Hans Unstern

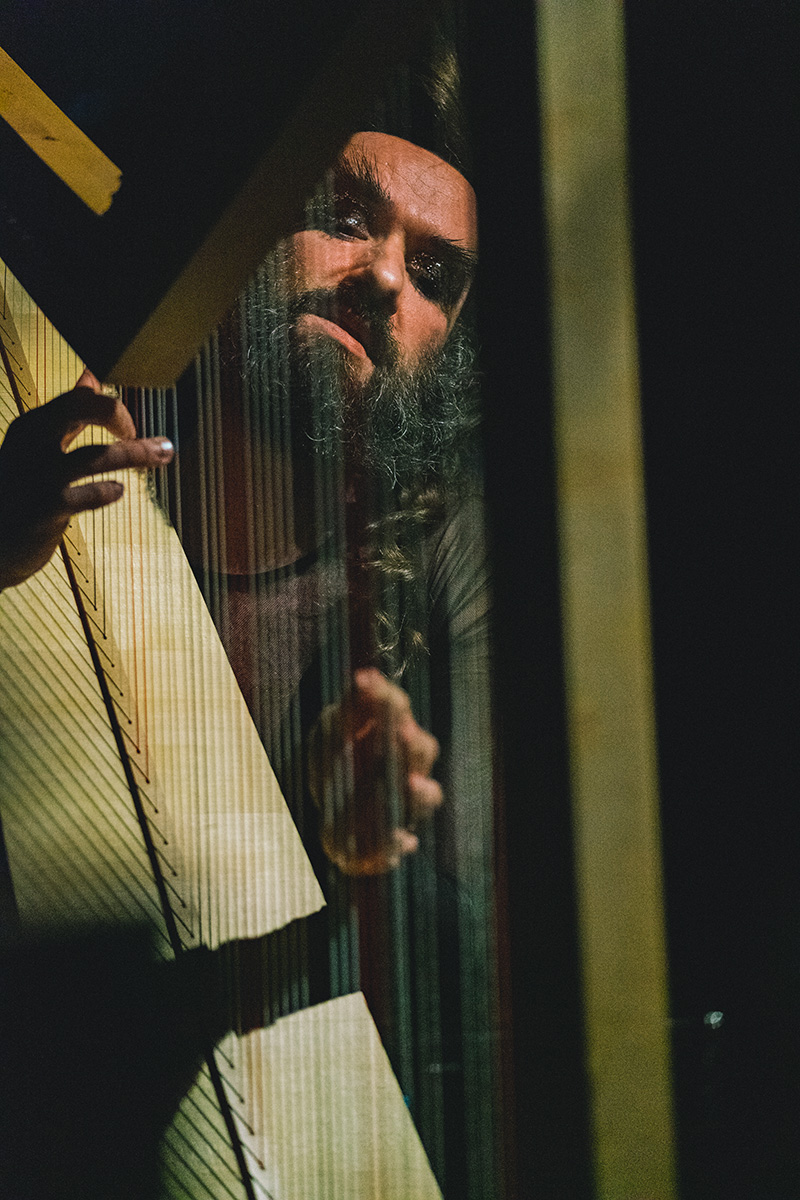
Hans Unstern 2019 in München an der selbstgebauten Harfe

Früher Hans Unstern, jetzt Camille O, ist eine bzw. mehrere Personen, die seit 2008 Musik, Konzerte, Lyrik, Performances, Kunst und Musikinstrumente machen. Im Jahr 2024 wandelte sie ihren Namen zu Camille O.

## Karriere
Unter dem Namen Hans Unstern ist eine Multitude an Personen künstlerisch tätig, die als eine Einzelperson auftreten, ähnlich dem Schriftstellerkollektiv Wu Ming, der politischen Gruppe Luther Blissett und der Band The Residents. Unstern sagt im Interview: „Ich bin mehr als eine Person.“ und „Wirt für ganz viele Personen“, ein „großes Pop-Asyl“, an dem auch Prominente wie Sibylle Berg oder René Pollesch hingen.
Für das Debüt Kratz Dich Raus (2010) wurde Unstern im Bezug auf die Lyrik als „größter Sprachskeptiker, den deutschsprachiges Songwritertum hervorgebracht hat“, bezeichnet.
Das Album The Great Hans Unstern Swindle (2012) wurde Platte der Ausgabe bei Spex.
Hans Unstern arbeitete 2016/2017 am Hebbel am Ufer Theater in Berlin und hat 2017 für den NDR ein Hörspiel produziert.
Für 2020 ist mit DIVEN das 3. Album angekündigt.

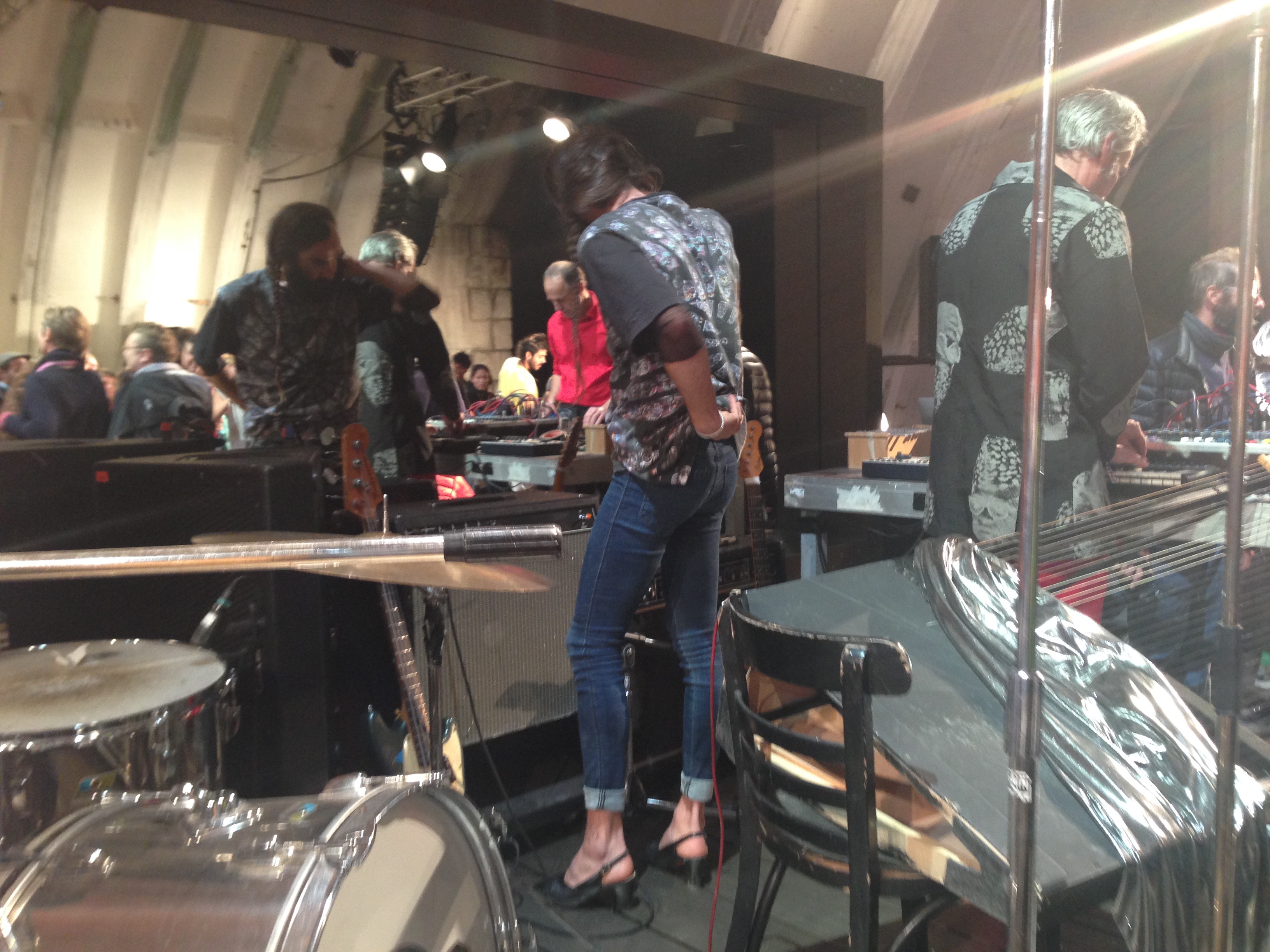
Hans Unstern, Ted Gaier und Thomas Wenzel während des Stücks Not Punk, Pololo von Gintersdorfer/Klaßen, 2015

## Werk

### Kratz Dich Raus
Hans Unstern spielt für das Album Kratz Dich Raus zusammen mit einer Band, die nicht mit einem eigenen Namen bezeichnet und in der Außenwirkung sehr auf eine Person ausgerichtet ist. Folgende Musiker wirkten bei Kratz Dich Raus mit: Simon Bauer (Kontrabass), Daniel Schröteler, Earl Harvin, Els Vandeweyer, Pascal Stoffels (Bass), Ben Lauber (Keyboard, Klavier), PC Nackt (Klavier, Flöte, Percussion), Anna Viechtl (Harfe), Paula Sell (Akkordeon), Dominik Bollow, Jonathan Kassner (Gitarre), Nils Tegen (Keyboard, Trompete), Milian Vogel (Bassklarinette, Tenorsaxophon). Hans Unstern selbst spielt Gitarre und singt bzw. rezitiert.

### Hanky Panky Know How– Auseinandersetzung mit Konstruktionen von Autorschaft und Heteronormativität im Musikgeschäft
Zur Promotion des Gedichtbands Hanky Panky Know How bzw. des Albums The Great Hans Unstern Swindle gab sich zur „Presseperformance“ der Berliner Performance- und Theaterkünstler Tucké Royale glatt rasiert und mit blau gefärbten Haaren, im weißen Anzug und mit Spiegelbrille als Hans Unstern aus. Er gab Interviews, führte eine Lesung seiner Gedichte durch und zitierte die Feministin Donna Haraway, um sich kritisch mit der Heteronormativität des Musikgeschäfts auseinanderzusetzen:

„Bei der Biologin Donna Haraway bin ich auf einen Satz gestoßen: 'Es geht nicht darum, f ü r jemanden zu sprechen, sondern m i t jemandem.' Die Sprache, die immer glaubt, für jemanden sprechen zu können, bezeichnet Haraway als weißen, männlichen, heterosexuellen Jargon, der sich selbst aber nicht als Jargon, sondern als herrschende, allgemeingültige Sprache versteht. Also dieses unmarkierte Gesinge eines männlichen weißen Heterosexuellen. Er betritt die Bühne und fängt an zu singen 'There she was just a-walkin' down the street...' Das ist schon dieser Jargon. Er bezieht sich auf den Automatismus dieser Herrschaftssprache, dass nämlich alle, die zuhören, annehmen müssen, jede Frau oder jeder Mann ist heterosexuell. Und wenn Sie mich jetzt fragen: Wie müsste man den Song richtig schreiben, dann sage ich, man müsste auf so einen Song verzichten. Wenn du glaubst, du hast wirklich etwas über und gegen die Gesellschaft zu sagen, kannst du doch nicht dauernd in ihrer Sprache schreiben!“

Die Performance hinterfragte kritisch Vorstellungen von Autorschaft, wie sie im Musikjournalismus konstruiert werden:

„Objektiv betrachtet, ist das das Einzige, was die Realität von Musik lernen kann: zu lügen und, jetzt kommt der wichtige Punkt dabei, dass es eben alle wissen. Nichts ist automatisch wahr. Wir betrügen Sie, aber Sie wissen es! Das allein wäre schon sinnvoll: Sich eben nicht mit dem Betrug zu beschäftigen, der Ihnen schadet, sondern mit dem, der Ihnen hilft... Im Interview wiederum, noch so eine Bühne, wird erwartet, dass hier das Entertainment aufhört und der „wahre“ Mensch zum Vorschein kommt. Das wird eingefordert. Das ist nicht meine Sache.“

Der Künstler Roland Brückner (Streetart-Künstler Lindas Ex), der Zeichner des Videos Paris, modifizierte 10 Ausgaben des Buchs Hanky Panky Know How in künstlerischer Weise: Er zeichnete auf die im Buch enthaltenen leeren Seiten.

### The Great Hans Unstern Swindle
Beim zweiten Album wirkten mit: Daniel Schröteler (Schlagzeug, Percussion), Anke Lucks (Posaune), Anne Grabow, Steffi Engtanz, Pauline Boeykens (Tuba), Philipp Thimm (Cello), Nackt (Patrick Christensen) (Klavier, Harmonium, Keyboard, Xylophon, Percussion), Christoph Hamann und Simon Bauer (Violine), Tanno Pippi und Lysander (Backgroundgesang), Simon Bauer (Mandoline). Produziert wurde das Album von PC Nackt. Bei Live-Auftritten unterstützen Orlando de Boeykens, Daniel Schröteler, Vanessa Kehl und Simon Bauer. Die Band spielt unter anderem selbstgebaute Instrumente. Diese Harfen (ein Akkordbrett, ein präpariertes Klavier-Imitat, eine große Rundharfe und zwei „Posterboy-Akkord-Banjos“ bzw. einen klanggebenden Stuhl) wurden zusammen mit Simon Bauer entwickelt.
Auf der dazugehörigen Tour im November 2013 in Deutschland und Österreich tourte Hans Unstern mit Band zusammen mit Mary Ocher.

### Not Punk, Pololo
Seit 2013 wirkt Hans Unstern neben weiteren Kunstschaffenden an dem Stück Not Punk, Pololo des Performance-Duos Gintersdorfer/Klaßen mit.

### Boiband
Gemeinsam mit Tucké Royale und dem Produzenten Black Cracker erschien 2017 das Album The Year I Broke My Voice. Stilistisch bewegt sich die Musik im Bereich Pop/R'n'B.

### Diven
Die Arbeit am Werkkomplex "Diven" dauerte von 2015 bis 2020. In der Performancereihe Pop & Geheimwissen, das Wort mit dem V in der Mitte bringen Hans Unstern und Simon Bauer 2016/2017 die Entstehung des 3. Albums im Hebbel am Ufer Theater in Berlin auf die Bühne.
Zuerst entstand "Diven [premix]" als Hörspiel, das am 20. Dezember 2017 beim NDR Ursendung hatte. Dieses Hörspiel ist ein Vorläufer des Albums "Diven". Das Album "Diven" erschien während der ersten Corona-Welle im Frühling 2020. Es gab keine Konzert-Tour, stattdessen ein Streaming des ersten Diven-Konzerts aus dem Theater Hebbel am Ufer. Auch bei "Diven" spielen selbstgebaute Harfen eine große Rolle als Instrumente, dazu kommen mechanische Apparaturen, die teils diese Harfen "spielen".
Im September gab es dann die ersten Konzerte zu Diven, eineinhalb Jahre nach Erscheinen des Albums, zuerst auf dem Festival für selbstgebaute Musik in Berlin. 

### Camille O spieltDiven
Im Juni und Juli 2023 spielte die Band die "Hans Unstern Abschiedstour" mit der Notiz: "Nach 3 Alben ist Hans Unstern auserzählt. Das Metamorphosen-Hafte, das ja stets Teil dieses Projekts war, hat einen Punkt erreicht, an dem es Zeit ist, Abschied von Hans Unstern zu nehmen. Es bleibt spannend, was aus dem Kokon kommt, der hiermit zugeschnürt wird!" Seitdem musiziert, produziert und schreibt sie unter dem Namen Camille O.

## Diskografie
- 2010: Ja, Panik / Hans Unstern (Split 7", Staatsakt, AKTSIE 013)
- 2010: Kratz dich raus (Album, Staatsakt, Akt709LP und Akt709CD)
- 2013: The Great Hans Unstern Swindle (Album, Staatsakt, AKT739LP)
- 2017: Boiband – The Year I Broke My Voice (Album)
- 2020: Diven (Album)

## Video und Präsentation
- 2010: Ein Coversong (Musik: Hans Unstern, Regie: Moana Vonstadl), prämiert als eines der besten zehn Musikvideos im Musikvideo-Wettbewerb der Oberhausener Kurzfilmtage[28]
- 2010: Paris (Musik: Hans Unstern, Zeichnungen: Roland Brückner)[29]
- 2012: Ich schäme mich (Musik: Hans Unstern, Regie: Moana Vonstadl), Preisträger des MuVi-Award der Oberhausener Kurzfilmtage[30]
- 2018: Filmauftritt im Fernsehfilm Jenseits der Angst (2018)

## Hörspiel
- Hans Unstern: Diven [premix]. Erstsendung 20.12.2017, Norddeutscher Rundfunk 2017, 52:17 min[31]
- Orlando de Boeykens, Tucké Royale und Hans Unstern: The Revolution Will Be Injected. Deutschlandfunk Kultur 2020, 55:33 min, Hörspiel des Monats Mai 2020.
- Enis Maci und Camille O: Lorbeer. Erstsendung 22.05.2024,  Deutschlandfunk Kultur, 54:30 min[32]

## Bibliografie
- Hans Unstern: Hanky Panky Know How. Merve-Verlag, Berlin 2012, ISBN 978-3-88396-315-0. (Gedichtband)